# Emma Dumont

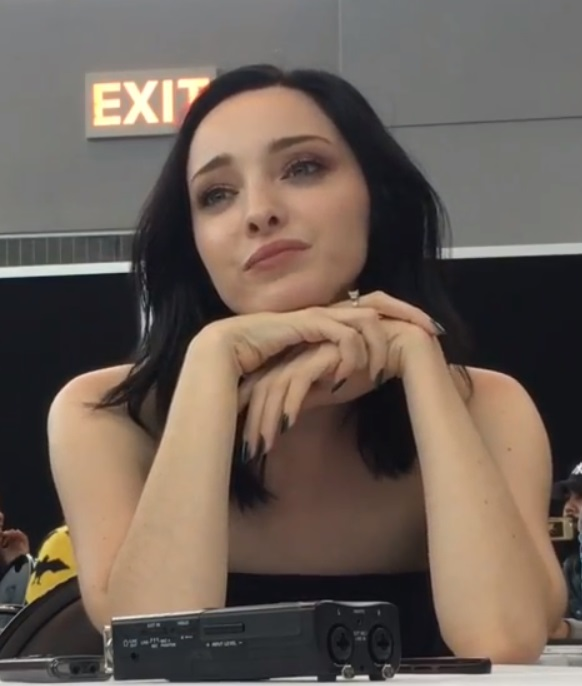
Emma Dumont, 2017

Emma Dumont (* 15. November 1994 als Emma Noelle Roberts in Seattle, Washington) ist eine US-amerikanische nichtbinäre Person, die schauspielerisch und als Model tätig ist. Dumonts im deutschsprachigen Raum bekanntesten Rollen sind die der Emma Karn in der Serie Aquarius sowie die der Melanie "Mel" Segal in New in Paradise (OT: Bunheads).

## Leben
Dumont wurde in Seattle, Washington geboren. Dumont besuchte die Washington Middle School und später die James A. Garfield High School. Danach beschloss Dumont, die weitere Ausbildung online zu verfolgen, um sich der Schauspielerei und dem Model-Business zu widmen. Außerdem besuchte Dumont auch die Orange County High School of the Arts und das Musik- und Theaterkonservatorium in Santa Ana, Kalifornien. Dumont begann eine Ballettausbildung im Alter von drei und hat diese an der Pacific Northwest Ballet School, dem Cornish College of the Arts und der Spectrum Dance Theatre School genossen. Dumont begann auch mit Violine spielen ab dem Alter von vier Jahren. Dabei spielte Dumont für das Seattle Youth Symphony Orchestra und das Glendale Youth Orchestra.
Seit 2009 tritt Dumont schauspielerisch in Erscheinung. Im August 2013 unterschrieb Dumont einen Modelvertrag bei Wilhelmina Models.
Im Dezember 2024 erklärte Dumont die eigene Geschlechtsidentität als transmaskulin und nichtbinär. Dabei gab Dumont bekannt, mit dem singularen Fürwort they bezeichnet werden zu wollen. Im privaten Umfeld änderte Dumont den Vornamen zu Nick, benutzt aber weiterhin Emma beruflich.

## Filmografie (Auswahl)
- 2009: True Adolescents
- 2009: Dear Lemon Lima
- 2012–2013: New in Paradise (Bunheads, Fernsehserie, 17 Folgen)
- 2014: Meine Freundin Ana (Thinspiration)
- 2015–2016: Aquarius (Fernsehserie, 24 Folgen)
- 2017: The Body Tree
- 2017–2019: The Gifted (Fernsehserie)
- 2019: What Lies Ahead
- 2021: Wrong Turn – The Foundation (Wrong Turn)
- 2021: Licorice Pizza
- 2023: Oppenheimer